# Granatnik Pc-100
Pc-100 (PC-100) – polska kopia niemieckiego bezodrzutowego granatnika przeciwpancernego Panzerfaust o kalibrze 150 mm. Błędnie oznaczany w starszej literaturze za źródłami obcojęzycznymi jako PT-100.

## Historia konstrukcji
Doświadczenia II wojny światowej wykazały skuteczność granatników przeciwpancernych do walki z czołgami. Wobec braku własnych prac w tej tematyce, jak też braku odpowiedniej broni radzieckiej, w kwietniu 1949 roku zdecydowano podjąć w Polsce prace nad skopiowaniem niemieckiego jednorazowego granatnika Panzerfaust 100. Projekt określony został zgodnie z ówczesną terminologią jako „pancerzownica 100 m” (od donośności broni), w skrócie Pc-100 lub PC-100. Zakładano, że w drugiej połowie 1950 roku zostanie wyprodukowane pierwsze 20 tysięcy sztuk. W pracach uczestniczyły Kieleckie Zakłady Wyrobów Metalowych w Kielcach, które miały dostarczać korpusy granatników, oraz Zjednoczone Zakłady Wyrobów Metalowych w Skarżysku-Kamiennej, które miały je elaborować i scalać. W planie prac naukowych Departamentu Uzbrojenia LWP na rok 1949 pozycja nr 26 to :"Opracowanie warunków technicznych na pancerzownice - wykonawca ZZWM Huta "Ludwików", przewidywany koszt 1 mln złotych, termin wykonania 15.12.1949". Warunki techniczne zostały zatwierdzone 13.02.1950. Program borykał się z dużymi opóźnieniami i licznymi problemami technicznymi i technologicznymi oraz niewydolnością KZWM, mimo prostej konstrukcji broni. 10 grudnia 1950 przekazano jedynie pierwsze 477 granatników partii próbnej, które poddano testom. Próby prowadzono też w dalszym okresie.
Nowy granatnik przeciwpancerny został przyjęty do uzbrojenia Wojska Polskiego decyzją Ministra Obrony Narodowej z dnia 6 marca 1951, jednakże nie było to równoznaczne z rozpoczęciem produkcji. Planowana produkcja miała wynieść:
- w 1951 roku - 73 650 (43 650 bojowych i 30 000 ćwiczebnych) egzemplarzy
- w 1952 roku - 61 525 (31 325 bojowych i 30 000 ćwiczebnych) egzemplarzy.

Faktycznie pierwsze 5000 sztuk bojowych granatników odebrano z wytwórni pod koniec 1952 i wprowadzono do uzbrojenia 1 stycznia 1953. Przyjęto także 940 granatników ćwiczebnych. Od 1953 roku szkolono wybranych żołnierzy w obsłudze broni. Opracowano i wydano w 1952 roku także tajną instrukcję wojskową dotyczącą tego wzoru broni. Mimo przezwyciężenia do tej pory większości trudności, w lutym 1952 roku zdecydowano o zaprzestaniu produkcji Pc-100, a zamiast tego wojsko zdecydowało przejść na nowocześniejsze granatniki wielorazowego użytku. Wprowadzono w konsekwencji do uzbrojenia czechosłowackie granatniki P-27, a następnie jako typowe, radzieckie RPG-2. Po przekroczeniu normatywnego 5-letniego okresu magazynowania amunicji, granatniki Pc-100 zostały wycofane z magazynów i zniszczone. Decyzję o zniszczeniu zmagazynowanych egzemplarzy wykonano tak dokładnie, że nie ocalał żaden egzemplarz instrukcji do tej broni. Wbrew potocznym wersjom, przyczyną małego rozpowszechnienia i szybkiego wycofania tej broni nie były naciski ze strony ZSRR, obawiającego się polskiej konkurencji w zakresie uzbrojenia, ale problemy z opanowaniem produkcji, a następnie przestarzałość jednostrzałowych granatników. Niekompletny egzemplarz granatnika Pc-100 znajduje się w Muzeum im. Orła Białego w Skarżysku-Kamiennej, istnieje jeszcze poza tym w Polsce kilka elementów tych granatników lub złożonych wtórnie z części.
Broń jest podobna do Panzerfausta 60. Podstawową różnicą jest celownik skalowany na odległości 50, 100 i 150 m (w oryginalnym Panzerfauscie 30, 60 i 80 m), co pozwala przypuszczać, że polska konstrukcja miała silniejszy ładunek miotający, pozwalający uzyskać większy zasięg. Broń wyposażona jest w naklejoną kalkomanię z instrukcją w języku polskim (została ona umieszczona identycznie, jak w oryginale niemieckim).